# Duration
La duration d'un instrument financier à taux fixe, comme une obligation, est la durée de vie moyenne de ses flux financiers pondérée par leur valeur actualisée. Plus la duration est élevée, plus le risque est grand.

## Utilisation
Il s'agit d'un outil permettant de comparer schématiquement plusieurs instruments ou obligations à taux fixe entre eux, quelles qu'aient été leurs conditions d'émission. C'est essentiellement une mesure patrimoniale statistique, qui fournit aux gestionnaires de fonds ou aux gestionnaires d'actif/passif une grandeur qu'ils vont comparer à la durée moyenne d'un mandat de gestion, ou à une durée moyenne d'emploi des fonds.
Elle est utilisée avant tout pour immuniser des portefeuilles, comme succédané simple mais efficace :
- soit d'un adossement parfait, flux financier par flux financier, avec des obligations zéro-coupon, souvent difficile à réaliser;
- soit d'une modélisation mathématique fiable de l'évolution sur une longue période de la courbe des taux d'intérêt.

Comme, par définition, la duration est inférieure à la durée de vie moyenne simple (c’est-à-dire pondérée uniquement par les flux de remboursement du capital, non actualisés) de l'obligation, son emploi amène à couvrir systématiquement un passif par une obligation de durée plus longue.
En effet, si la durée du passif est M, une obligation de duration N aura nécessairement une durée de vie moyenne N<M, sauf s'il s'agit d'une obligation zéro-coupon, auquel cas N=M. Ainsi, en cas de baisse des taux courts au cours de la vie de l'obligation, la perte réalisée sur celle-ci sera en fait supérieur aux gains sur l' actif. Près de 25 ans de baisse quasi-ininterrompue des taux d'intérêt ont considérablement augmenté le prestige de la duration auprès des gestionnaires de fonds. Il était bien moindre dans les années 1970, et il est probable qu'il baisserait à nouveau en cas d'un retour de l'inflation... En résumé, l'immunisation en duration d'un portefeuille n'est parfaite que si elle est réalisée avec des instruments zéro-coupon. L'utilisation d'obligations ou de swaps classiques, nécessairement plus longs, crée un nouveau risque de taux, certes plus faible, mais non négligeable.
La duration est parfois présentée comme « la durée qu'une obligation met à rembourser son prix d'achat ». Cela n'est entièrement vrai que dans le cas d'instruments zéro-coupon. Pour toutes les autres obligations, cette définition est à prendre avec précaution, car elle omet qu'il s'agit d'une valeur moyenne.

## Confusions à éviter
La duration donne en revanche une mesure plutôt approximative de l'impact instantané d'une variation des taux d'intérêt sur le prix de cette obligation. Certes, plus la duration est grande, plus l'impact sur le titre le sera. Néanmoins, cette mesure est trop imprécise pour être utilisée sur les marchés financiers.
Par ailleurs, elle ne tient pas compte de la forme de la courbe des taux, ni de ses déformations, ni de sa dynamique.
La notion de Modified duration, dans la littérature anglo-saxonne, correspond à la notion d'élasticité en français. La notion de Macaulay duration dans la littérature anglo-saxonne correspond à la notion de duration en français.

## Formulation mathématique
La duration d'une obligation touchant les flux {\displaystyle F_{i}\,\!} lors des périodes restantes, est donnée par la formule suivante, où {\displaystyle t(i)\,\!} est l'intervalle de temps, exprimé en années, séparant la date d'actualisation {\displaystyle t\,\!} de la date {\displaystyle i\,\!} du flux :
Formulation
{\displaystyle D={\frac {\sum _{i=1}^{n}{\frac {t(i)\times F_{i}}{\left(1+r\right)^{t(i)}}}}{\sum _{i=1}^{n}{\frac {F_{i}}{\left(1+r\right)^{t(i)}}}}}}
avec {\displaystyle r\,\!} le taux actuariel de l'obligation tel que le prix observé {\displaystyle P\,\!} de l'obligation corresponde à la valeur actualisée de celle-ci. Il est la solution de l'équation :
{\displaystyle P=\sum _{i=1}^{n}{\frac {F_{i}}{\left(1+r\right)^{t(i)}}}}
On remarque (cf. ci-dessus, Confusions à éviter) que la mesure du risque de taux instantané, {\displaystyle {\frac {dP}{dr}}} s'exprime certes en fonction de la duration D
{\displaystyle {\frac {dP}{dr}}=-{\frac {P.D}{1+r}}=-\ P.D^{*}}
mais en est bien différente (ici, D* est l'élasticité, en anglais Modified duration). Avec d = delta (la variation).
Autrement dit, la duration est l'élasticité (au signe près) du prix de l'obligation au taux actuariel :
{\displaystyle D=-{\frac {\frac {dP}{P}}{\frac {dr}{1+r}}}}
{\displaystyle {\frac {dP}{P}}=-D^{*}.dr}